# Turebergs FK
Turebergs Friidrottsklubb är en friidrottsklubb i Sollentuna kommun, med cirka 800 medlemmar. Klubben arrangerar Edsvik parkstafett, SAYO, Sollentuna GP och Turebergsstafetten, samt är medarrangör på Stockholm halvmarathon.
Klubben bildades 1997, som en utbrytning ur Turebergs IF.

## Kända friidrottare
- Kajsa Bergqvist
- Eric Josjö
- Björn O. Nilsson
- Andreas Almgren
- Napoleon Solomon
- Daniel Lundgren
- Eva Ernström

### Fotnoter
1. ↑  ”Turebergs FK”. Turebergs FK. Arkiverad från originalet den 24 december 2013. https://web.archive.org/web/20131224091317/http://www8.idrottonline.se/TurebergsFK-Friidrott/Foreningen/. Läst 21 december 2013.